# Record (niveau)
Pour les articles homonymes, voir Record.
Le Record est une épreuve chronométrée de ski alpin de l'École du ski français (ESF). Elle a été créée dans les années 1990. Elle fait partie des épreuves sanctionnant les classes compétition c'est-à-dire le niveau supérieur aux étoiles. Il s'agit d'une épreuve de vitesse de type kilomètre lancé. 

## Tracé
Le tracé est une ligne droite face à la pente sur une longueur de 300 à 500 mètres et un dénivelé de 150 à 250 mètres.
En raison de la rareté des pistes disponibles, cette épreuve est très rarement organisée. En 2018-2019, elles n'est proposée que par la station de Risoul, principalement pendant les congés scolaires.

## Calcul des performances
Contrairement aux tests comme le Chamois ou la Flèche, il n'est pas attribué de niveau de Bronze à Or.
Le résultat de l'épreuve est la vitesse réalisée mesurée en km/h,.

## Insignes
Pour chaque performance, l'ESF délivre un insigne,.
L'insigne a la forme d'une montre avec un skieur en position de recherche de vitesse entouré d'une étoile dissymétrique à 8 branches. La mention « RECORD » est portée sur le début de bracelet supérieur bleu-blanc-rouge, et la mention « ECOLE DU SKI FRANCAIS » est portée sur le début de bracelet inférieur.
La performance arrondie à la dizaine de km/h inférieure, est porté sur un petit carré collé sur la partie droite de l'insigne.

## Classement Ski Open
Les performances réalisées dans le Record ne sont pas prises en compte pour le calcul de ce classement national des skieurs de l'ESF.